# Spytymir
Spytimir (cz. Spytimír) – czeski książę plemienny.
W 872 roku wraz z czterema innymi książętami walczył z wojskiem frankijskim dowodzonym przez Liutberta, arcybiskupa Moguncji. W bitwie nad Wełtawą Czesi ponieśli klęskę.
Pojawiła się hipoteza, że wnukiem Spytimira mógł być Sławnik. Pogląd ten opiera się głównie na tym, że imię Spytimir nosił jeden z synów Sławnika.
Czasami można spotkać się z błędną formą imienia – Spitymir.